# Jeff Bergman
Jeff Bergman est un acteur américain, né le 10 juillet 1960 à Philadelphie, spécialisé dans le doublage des voix. Il a fourni les voix modernes de divers personnages de dessins animés classiques, notamment Looney Tunes et Hanna-Barbera. Bergman fut le premier à remplacer Mel Blanc comme voix de Bugs Bunny et de plusieurs autres personnages de dessins animés de Warner Bros. après la mort de Blanc en 1989. Bergman alternait avec Joe Alaskey et Greg Burson pour interpréter plusieurs personnages de Blanc. 

## Biographie
Bergman est né à Philadelphie le 10 juillet 1960. Tout au long de son enfance, il personnifia plusieurs célébrités et personnages de dessins animés. À l'âge de 15 ans, Bergman commença à faire des imitations vocales de plusieurs personnages Looney Tunes. Il a étudié le théâtre et les communications à l'Université de Pittsburgh, où il a commencé à travailler à la voix lorsqu'il s'est impliqué dans une station de radio gérée par des étudiants et a été interné dans les stations de radio KQV et WDVE à Pittsburgh. [2] Là-bas, il a fait sa première démo et a été présenté dans un article paru dans le magazine Evening de KDKA-TV. Après avoir obtenu son diplôme de Pitt en 1983, il a été repris par des émissions de journaux télévisés similaires et lui a valu d'être représenté auprès de la William Morris Agency. Au cours de son passage à Pitt, il a rencontré le comédien et comédien Mel Blanc, connu pour avoir personnages animés révolutionnaires, tels que Bugs Bunny, Tweety et Barney Rubble. Ils se sont rencontrés dans la chambre d'hôtel de Blanc en 1981, où Bergman a doublé les personnages de Blanc à sa place, gagnant ainsi une séance de 45 minutes. Bergman dit que Blanc l'a aidé à obtenir son diplôme deux ans plus tard.

## Filmographie
- 1986 : The Bugs Bunny and Tweety Show (série télévisée) : Various Characters (voix)
- 1961 : Yogi l'ours (The Yogi Bear Show) (série télévisée) : Additional Voices (1987- )
- 1990 : Cartoon All-Stars to the Rescue (TV) : Bugs Bunny / Daffy Duck (voix)
- 1990 : Gremlins 2: La nouvelle génération (Gremlins 2: The New Batch) : Bugs Bunny / Daffy Duck (voix)
- 1990 : Les Jetson : le film (Jetsons: The Movie) : Additional Voices / George Jetson / Mr. Spacely (voix)
- 1990 : Box-Office Bunny : Bugs Bunny / Elmer Fudd / Daffy Duck (voix)
- 1991 : (Blooper) Bunny : Bugs Bunny, Daffy Duck, Elmer Fudd, Yosemite Sam (voix)
- 1991 : Yakety Yak, Take it Back (en) : Bugs Bunny (voix)
- 1991 : Bugs Bunny's Overtures to Disaster (en) (TV) : Classic Voice Recreations
- 1992 : Les Vacances des Tiny Toon (Tiny Toon Adventures: How I Spent My Vacation) (vidéo) : Others (voix)
- 1992 : Invasion of the Bunny Snatchers : Bugs Bunny / Elmer Fudd / Yosemite Sam / Daffy Duck
- 1992 : Bugs Bunny's Creature Features (TV) : Classic Voice Recreations
- 1992 : Trash Talk : Bugs Bunny (voix)
- 1996 : Ace Ventura détective ("Ace Ventura: Pet Detective") (série télévisée) : Additional Voices (voix)
- 1996 : Les Nouvelles aventures de Doug ("Brand Spanking New! Doug") (série télévisée) : Coach Spitz / Mr. Fort
- 1998 : The Secret of Mulan (cy) (vidéo) (voix)
- 2001 : The Flintstones: On the Rocks (en) (TV) : Fred Flintstone / Parking Guard / Vendor (voix)
- 2001:  Jimmy Neutron, un garçon génial : Additional Voices (voix)
- 2010 : Tom et Jerry : Élementaire, mon cher Jerry (Tom and Jerry Meet Sherlock Holmes) (vidéo) : Butch le Bulldog, Droopy (voix)
- 2016 : Batman : Le Retour des justiciers masqués (Batman: Return of the Caped Crusaders) : le Joker (voix)

### Télévision
| Année            | Titre                                                              | Rôle | Notes                            |
| ---------------- | ------------------------------------------------------------------ | --- | -------------------------------- |
| 1990             | Cartoon All-Stars to the Rescue                                    | Bugs Bunny Daffy Duck                                                                                      |                                  |
| 1990             | The Earth Day Special                                              | Bugs Bunny Titi Porky Pig                                                                                  |                                  |
| 1990–91          | Tiny Toon Adventures                                               | Bugs Bunny Daffy Duck Charlie le coq Elmer Fudd Taz Sam le pirate Sylvestre le chat Titi Additional Voices |                                  |
| 1991             | Bugs Bunny's Lunar Tunes                                           | Bugs Bunny                                                                                                 |                                  |
| 1991             | Bugs Bunny's Overtures to Disaster                                 | Bugs Bunny Daffy Duck Porky Pig Elmer Fudd Yosemite Sam Sylvestre le chat Papa Bear Mr. Meek               |                                  |
| 1992             | Bugs Bunny's Creature Features                                     | Bugs Bunny Daffy Duck Elmer Fudd Sam le pirate                                                             |                                  |
| 1992             | The Plucky Duck Show                                               | Charlie le coq Daffy Duck                                                                                  |                                  |
| 1995–2000        | Ace Ventura: Pet Detective                                         | Voix Additionnelles                                                                                        |                                  |
| 1996–99          | Disney's Doug                                                      | Coach Spitz                                                                                                |                                  |
| 2001             | The Flintstones: On the Rocks                                      | Fred Pierrafeu Guardien de stationnement Vendeur                                                           | Television film                  |
| 2001             | The Jetsons: Father & Son Day                                      | George Jetson Elroy Jetson Mr. Cosmo Spacely                                                               | Television film                  |
| 2002             | Harvey Birdman, Attorney at Law                                    | George Jetson Bakov Clown                                                                                  | Ep. "Shaggy Busted"              |
| 2002             | The Jetsons: The Best Son                                          | George Jetson Elroy Jetson Robot Boy                                                                       |                                  |
| 2003             | Saturday Night Live                                                | Bugs Bunny                                                                                                 | Ep. "Queen Latifah/Ms. Dynamite" |
| 2003             | Cartoon Network's Funniest Bloopers and Other Embarrassing Moments | Porky Pig Fred Pierrafeu George Jetson Charlie le coq Henery Hawk                                          |                                  |
| 2004             | Johnny Bravo                                                       | Fred Flintstone                                                                                            |                                  |
| 2006–aujourd'hui | Family Guy                                                         | Fred Pierrafeu Barney Laroche Sylvestre le chat Max Weinstein Victor                                       |                                  |
| 2008, 2009       | Seth MacFarlane's Cavalcade of Cartoon Comedy                      | Presentateur Fred Pierrafeu Barney Laroche                                                                 |                                  |
| 2010             | The Cleveland Show                                                 | Alda-nator Garrison Keillor                                                                                |                                  |
| 2011–14          | The Looney Tunes Show                                              | Bugs Bunny Daffy Duck Sylvestre le chat Titi Charlie le coq Pepé le putois Girardi                         |                                  |
| 2012             | Cartoon Network 20th Anniversary                                   | Bugs Bunny Daffy Duck                                                                                      |                                  |
| 2013             | Mad                                                                | Daffy Duck James P. Sullivan Captain Marvel                                                                |                                  |
| 2014             | Rick and Morty                                                     | Voix Additionnelles                                                                                        | Ep. "Rixty Minutes"              |
| 2014             | Phineas and Ferb                                                   | Voix Additionnelles                                                                                        | Ep. "The Klimpaloon Ultimatum"   |
| 2014             | Mike Tyson Mysteries                                               | Elton John Elon Musk Robert Redford The Phantasm                                                           |                                  |
| 2015–aujourd'hui | Bugs & les Looney Tunes                                            | Bugs Bunny Sylvestre Charlie le coq Elmer Fudd Michigan J. Frog Boyd                                       | [ 1 ]                            |
| 2018–aujourd'hui | Our Cartoon President                                              | Donald Trump                                                                                               |                                  |
| 2019–aujourd'hui | Looney Tunes Cartoons                                              | Elmer Fudd Sylvestre le chat                                                                               |                                  |

## Anecdotes
Il a interprété la voix du Bonhomme Pillsbury pendant les années 1980.